# Humla District
Humla District er et af Nepals 75 administrative og politiske regioner, betegnet distrikter (lokalt betegnet district, zilla, jilla el. जिल्ला). Humla er et bjerg-distrikt, som ligger i Karnali Zone i Mid-Western Development Region.
Humla areal er 5.655 km² og der boede ved folketællingen 2001 i alt 40.595 og i 2007 45.345 i distriktet. Distriktets politiske organ District Development Committee er sammensat gennem indirekte valg, med repræsentation fra hver af de 9-17 administrative enheder ilakaer, hvert distrikt er opdelt i.
Humla District er endvidere opdelt i 27 udviklingskommuner (lokalt navn: Gaun Bikas Samiti (G.B.S.) el. Village Development Committee (VDC)), hvoraf byer med over 10.000 indbyggere kategoriseres som købstæder (municipalities).
Humla District er udviklingsmæssigt – gennem anvendelse af FN og UNDP's Human Development Index – kategoriseret som nr. 68 ud af Nepals 75 distrikter.

## Eksterne links
- Kort over Humla District
- Humla District sundhedsprofil – fra FN-Nepal (på engelsk)

29°58′N 81°50′Ø / 29.97°N 81.83°Ø